# Merle Randall
Merle Randall (29 de janeiro de 1888 – 17 de março de 1950) foi um físico-químico estadunidense, conhecido por seu trabalho em parceria com Gilbert Newton Lewis, por um período de 25 anos, medindo o poder calorífico de componentes químicos e determinando sua correspondente energia livre. Publicaram em 1923 o livro-texto "Thermodynamics and the Free Energy of Chemical Substances" um clássico na área de termodinâmica química.
Em 1932 publicou dois artigos com Mikkel Frandsen: “The Standard Electrode Potential of Iron and the Activity Coefficient of Ferrous Chloride,” e “Determination of the Free Energy of Ferrous Hydroxide from Measurements of Electromotive Force.”

## Formação
Randall obteve um Ph.D. no Instituto de Tecnologia de Massachusetts em 1912 com a tese “Studies in Free Energy”.
Baseado no trabalho de Josiah Willard Gibbs, tornou-se conhecido que as reações químicas resultam em um equilíbrio químico determinado pela energia livre termodinâmica das substâncias que tomam parte das mesmas. Usando esta teoria, Gilbert Lewis passou 25 anos determinando energias livres de várias substâncias. Em 1923 ele e Randall publicaram os resultados deste estudo e formalizaram a termodinâmica química.
De acordo com o termodinamicista belga Ilya Prigogine, este livro-texto de 1923 levou à mudança do termo “finidade” pelo termo energia livre.